# Họ Bướm giáp
Họ Bướm giáp (danh pháp khoa học: Nymphalidae) là một họ của khoảng 5.000 loài bướm phân bố khắp nơi trên thế giới. Chúng thường là các loài bướm có kích thước vừa và lớn. Nhiều loài có màu sáng và bao gồm các loài như: bướm hoàng đế, bướm đô đốc, bướm đốm. Tuy nhiên, cánh sau thì mờ nhạt và ở một số loài thì trông khá giống với lá cây chết hay lợt hơn, tạo ra hiệu ứng bí ẩn để giúp chúng không thể nhìn thấy được trong môi trường xung quanh.

## Phân loài

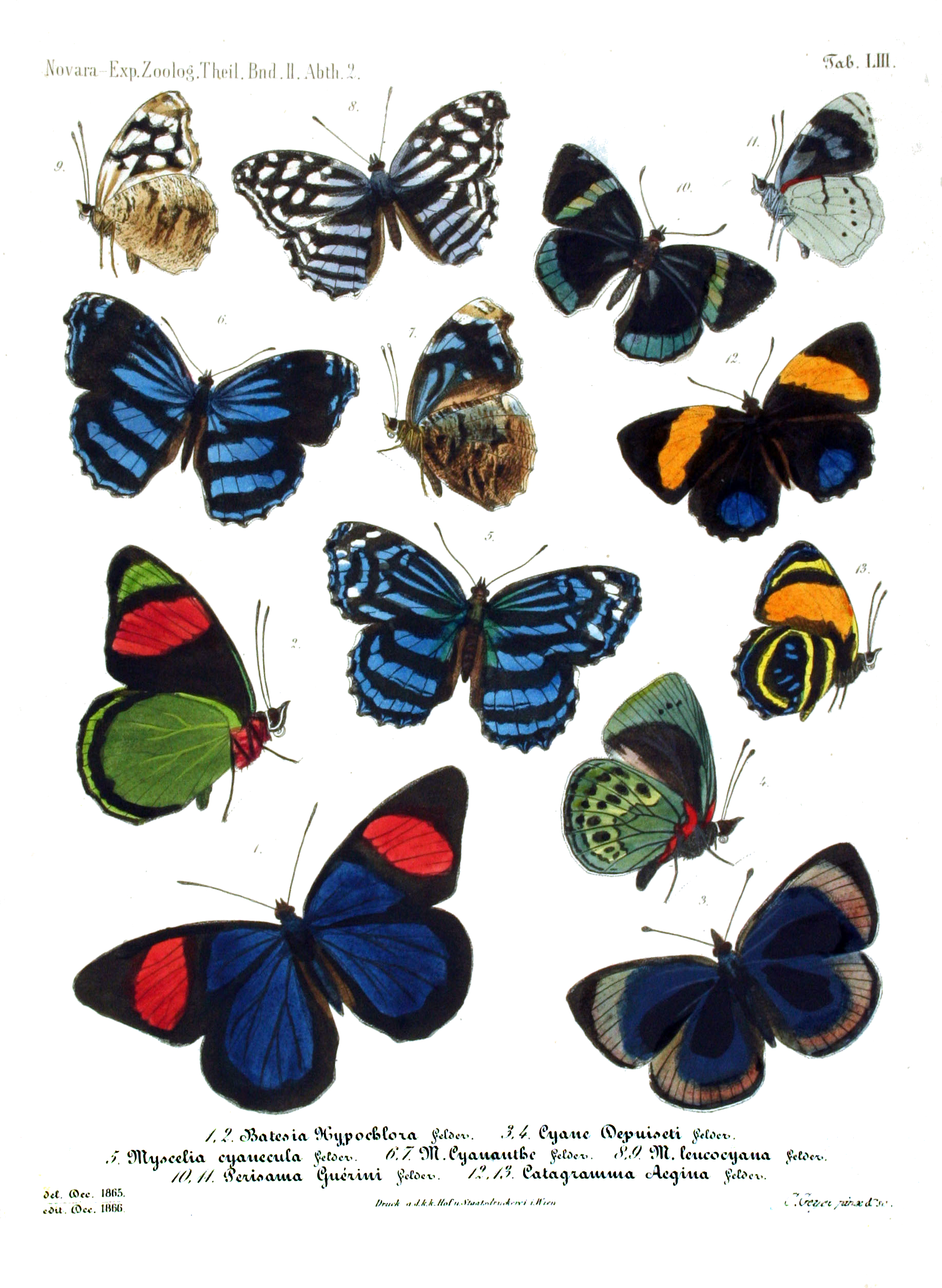

Gần đây, họ Bướm giáp được các nhà nghiên cứu như Ackery (1988), Harvey (1991), Wahlberg và ctv. (2003) v.v phân chia thành rất nhiều phân họ. Sự phân chia dựa trên những đặc điểm về hình thái ngoài của các pha phát triển và mối quan hệ phát sinh giữa các bậc phân loại, phân tích cấu tạo của cơ quan sinh dục ngoài ở con trưởng thành và được kiểm chứng bằng các tư liệu phân tích DNA.
Liên họ Papilionoidea
Họ Bướm giáp Nymphalidae
- Phân họ Apaturinae

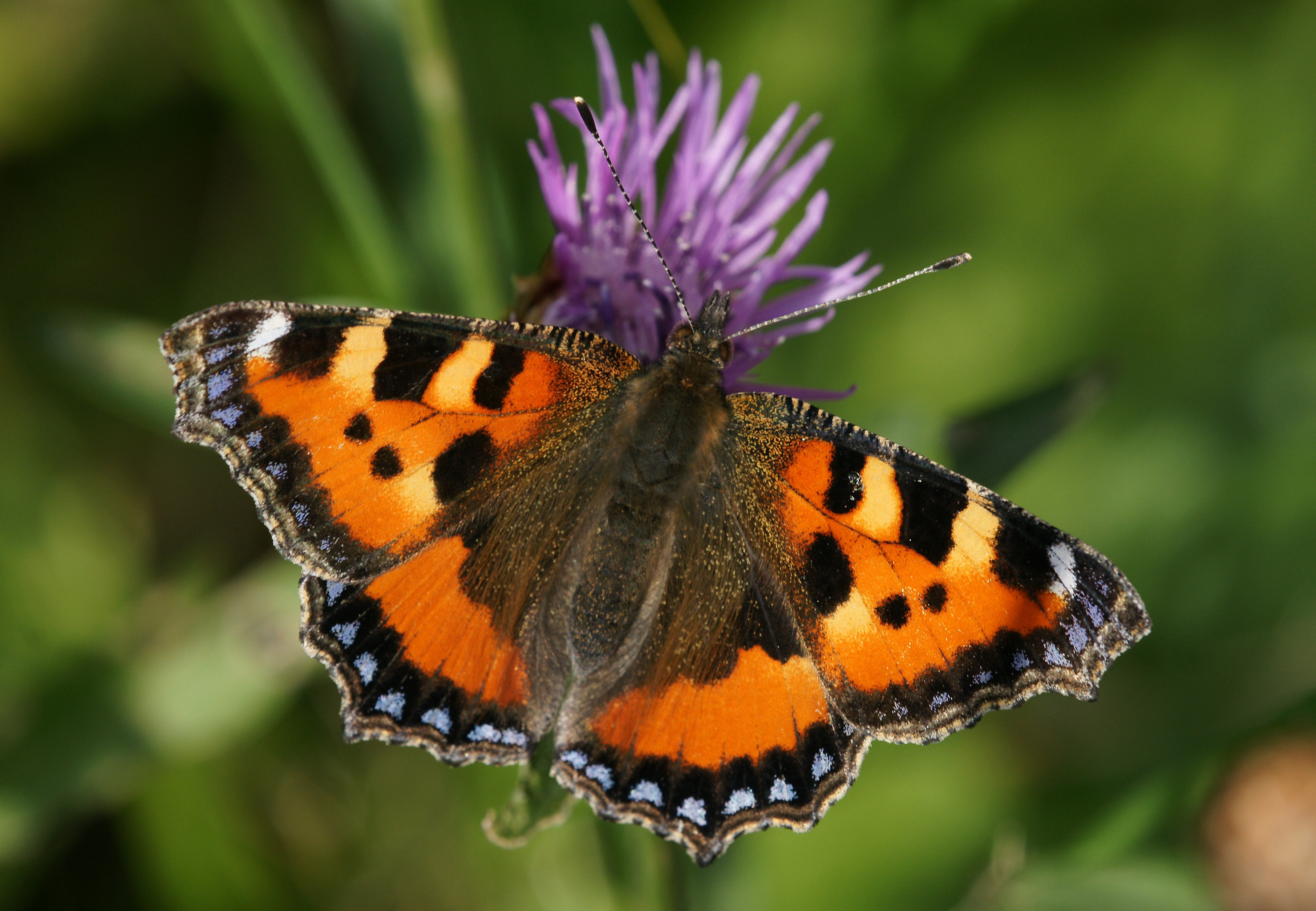
Aglais urticae là một loài bướm nhiều màu sắc nổi tiếng, được tìm thấy ở vùng ôn đới Châu Âu

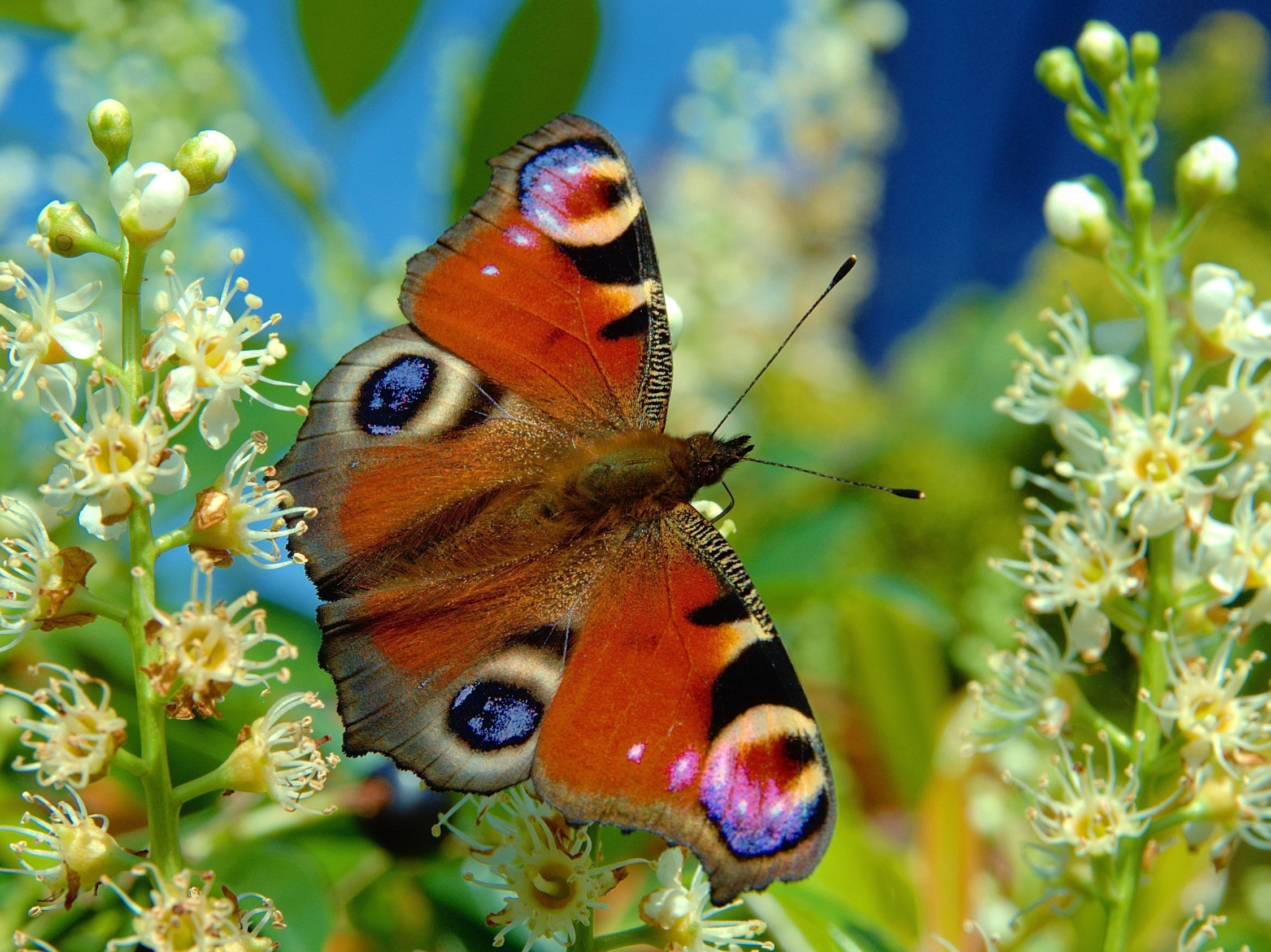
Inachis io

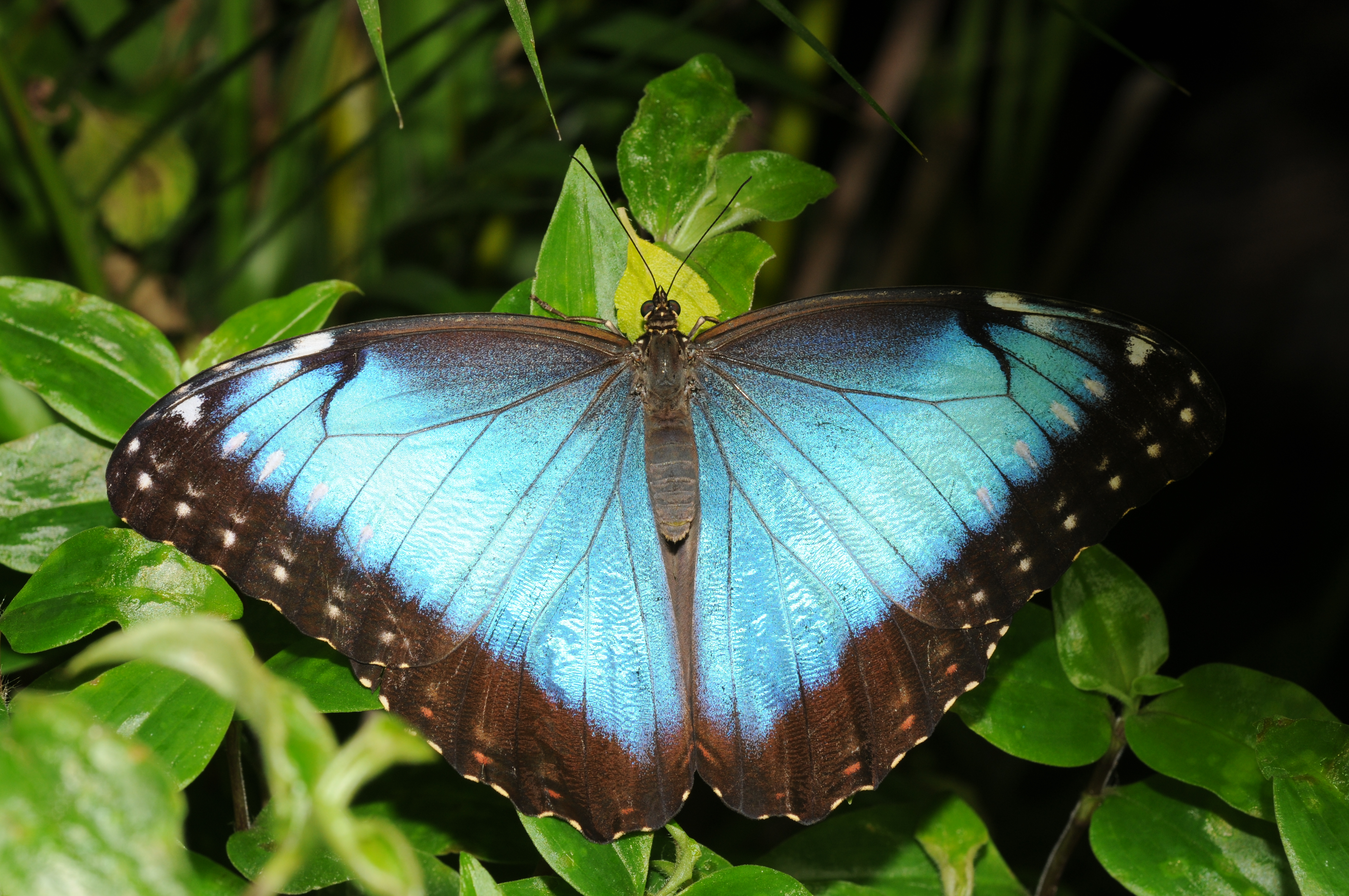
Morpho peleides

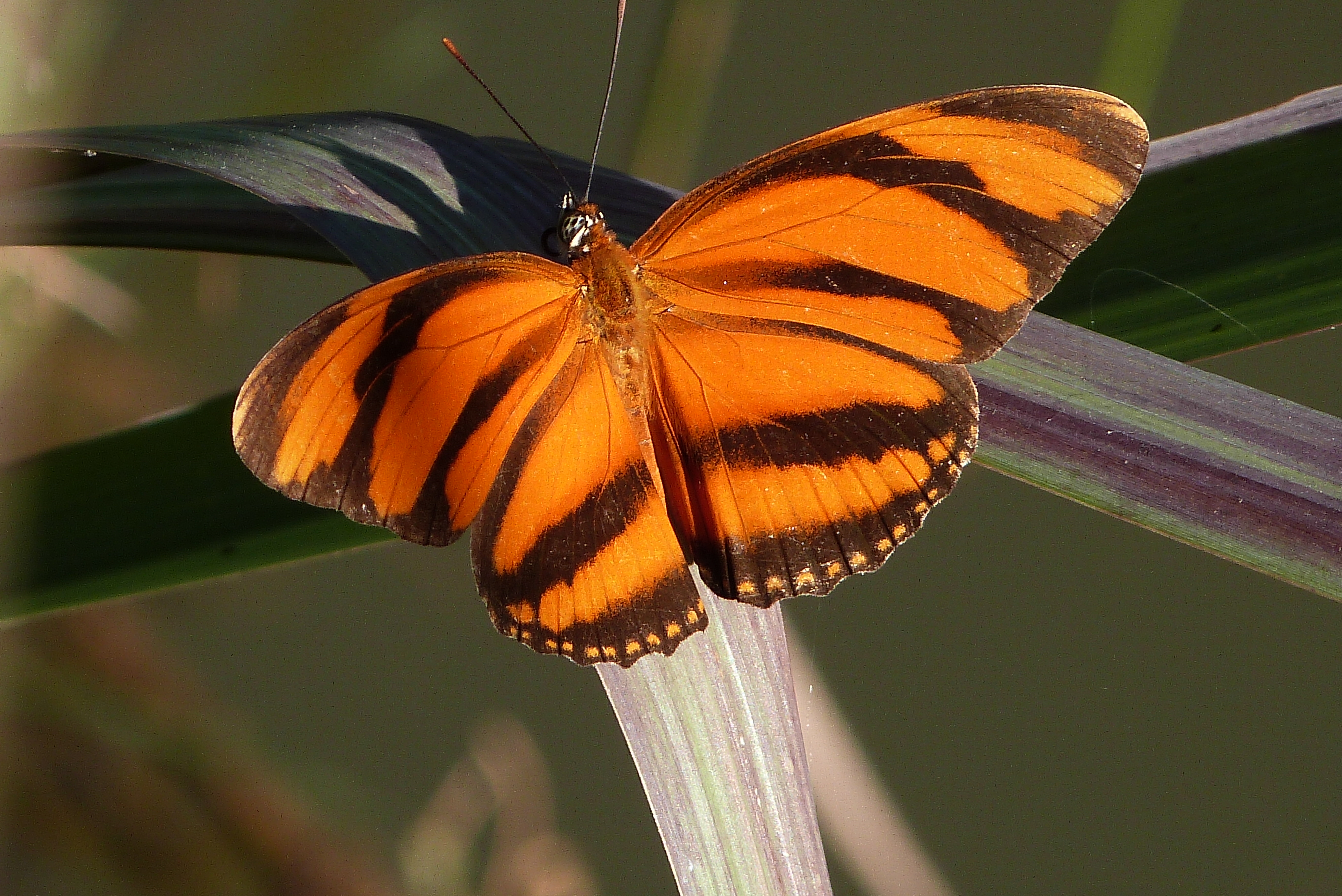
Dryadula phaetusa

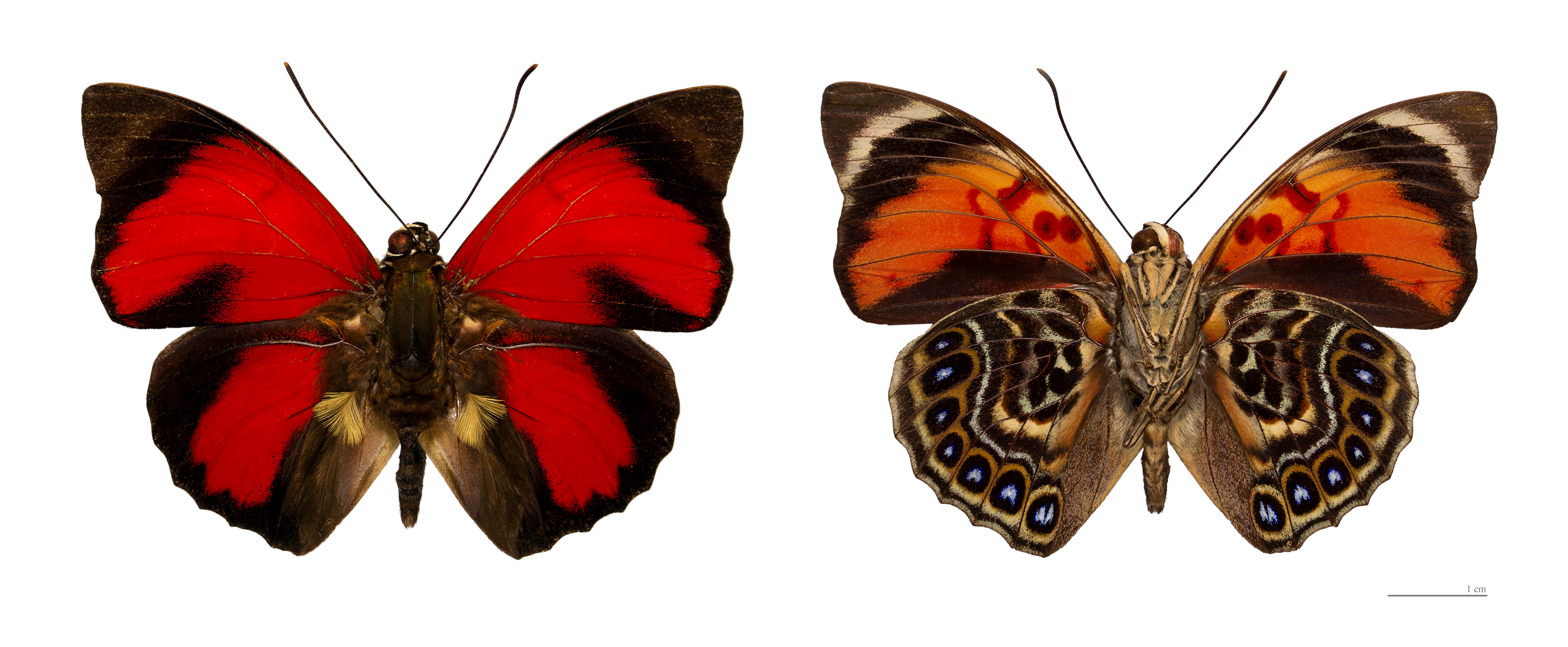
Agrias claudina

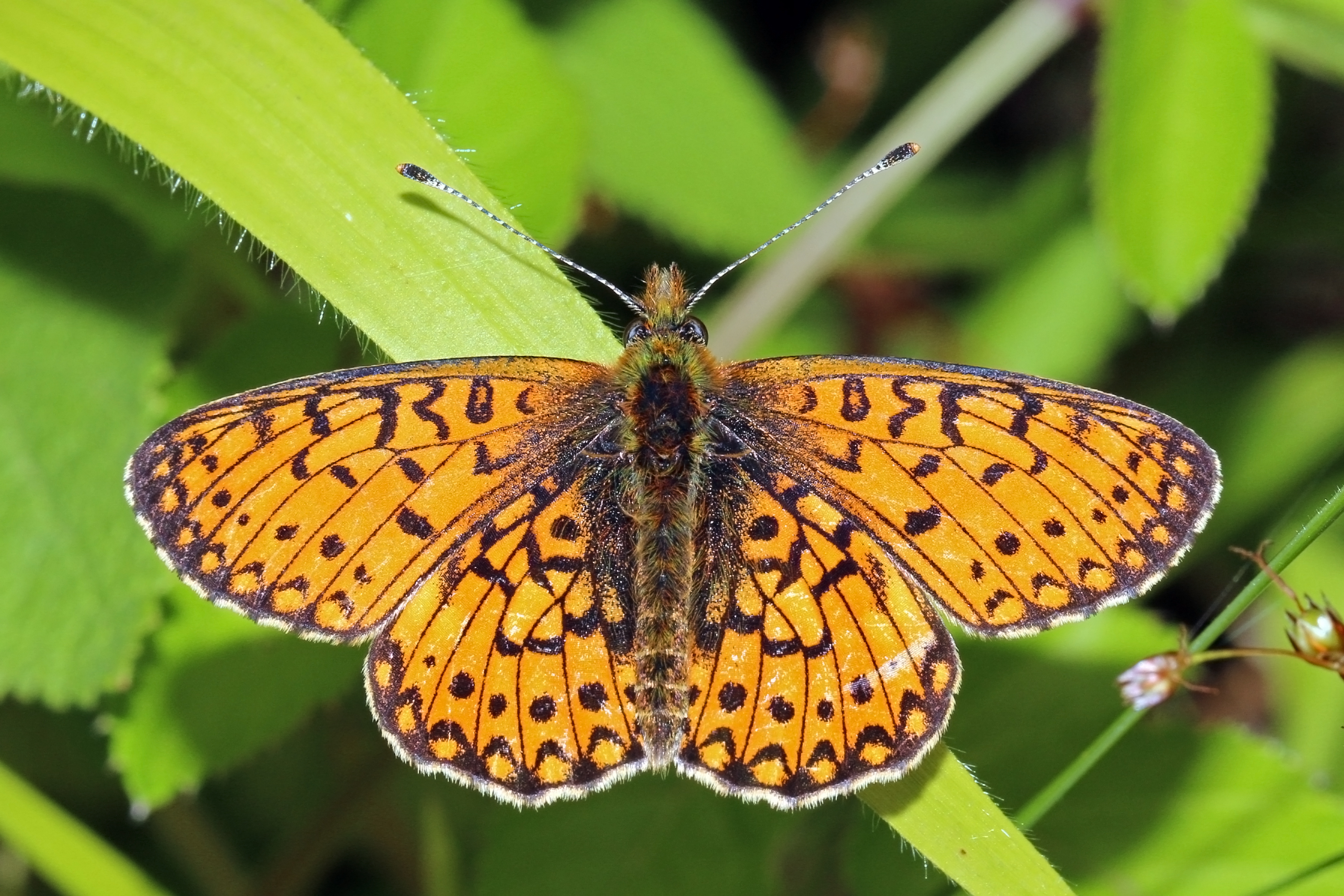
Boloria selene

  -     -       - Chi Apatura - Apaturina - Apaturopsis - Asterocampa - Chitoria - Dilipa - Doxocopa - Euapatura - Eulaceura - Euripus - Helcyra - Herona - Hestina - Hestinalis - Mimathyma - Rohana - Sasakia - Sephisa - Thaleropis - Timelaea
- Phân họ Biblidinae
  - Tông Biblidini
    - Phân tông Ageroniina
      - Chi Batesia - Ectima - Hamadryas - Panacea

    - Phân tông Biblidina: Chi Biblis
    - Phân tông Callicorina
      - Chi Antigonis - Callicore - Catacore - Diaethria - Haematera - Mesotaenia - Orophila - Paulogramma - Perisama

    - Phân tông Epicalina
      - Chi Catonephele - Cybdelis - Eunica - Myscelia - Nessaea - Sea

    - Phân tông Epiphilina
      - Chi Asterope - Bolboneura - Epiphile - Lucinia - Nica - Peria - Pyrrhogyra - Temenis

    - Phân tông Eubagina: Chi Dynamine
    - Phân tông Eurytelina
      - Chi Archimestra - Mestra - Vila

  - Tông Callicorini: xem phân tông Callicorina
  - Tông Epicaliini: xem phân tông Epicalina
  - Tông Epiphilini: xem phân tông Epiphilina
  - Tông Eubagini: xem phân tông Eubagina
- Phân họ Calinaginae: Chi Calinaga
- Phân họ Charaxinae
  - Tông Anaeini
    -       - Chi Anaea - Coenophlebia - Consul - Fountainea - Hypna - Memphis - Polygrapha - Siderone - Zaretis

  - Tông Charaxini
    -       - Chi Charaxes - Hadrodontes - Polyura (Nymphalidae) - Viridixes - Zingha

  - Tông Euxanthini: Chi Euxanthe
  - Tông Pallini: Chi Palla
  - Tông Preponini
    -       - Chi Agrias - Anaeomorpha - Archaeoprepona - Noreppa - Prepona

  - Tông Prothoini
  - Chi Agatasa - Prothoe
- Phân họ Cyrestinae
  - Tông Cyrestini
    -       - Chi Chersonesia - Cyrestis - Marpesia

  - Tông Pseudergolini
    -       - Chi Amnosia - Dichorragia - Pseudergolis - Stibochiona
- Phân họ Danainae
  - Tông Danaini
    - Phân tông Danaina
      - Chi Amauris - Danaus - Ideopsis - Miriamica - Parantica - Tiradelphe - Tirumala

    - Phân tông Euploeina
      - Chi Anetia - †Archaeolycorea (tuyệt chủng) - Euploea - Idea - Lycorea - Protoploea

  - Tông Ithomiini
    - Phân tông Dircennina
      - Chi Callithomia - Ceratinia - Dircenna - Episcada - Haenschia - Hyalenna - Pteronymia

    - Phân tông Godyridina
      - Chi Brevioleria - Godyris - Greta - Heterosais - Hypoleria - Mcclungia - Pachacutia - Pseudoscada - Veladyris - Velamysta

    - Phân tông Ithomiina
      - Chi Ithomia - Pagyris - Placidina

    - Phân tông Mechanitina
      - Chi Forbestra - Mechanitis - Methona - Sais - Scada - Thyridia

    - Phân tông Melinaeina
      - Chi Athesis - Athyrtis - Eutresis - Melinaea - Olyras - Paititia - Patricia

    - Phân tông Napeogenina
      - Chi Aremfoxia - Epityches - Hyalyris - Hypothyris - Napeogenes

    - Phân tông Oleriina
      - Chi Hyposcada - Megoleria - Oleria

    - Phân tông Tithoreina
      - Chi Aeria - Elzunia - Tithorea

  - Tông Tellervini: Chi Tellervo
- Phân họ Heliconiinae
  - Tông Acraeini
    -       - Chi Abananote - Acraea - Actinote - Altinote - Bematistes - Cethosia - Miyana

  - Tông Argynnini
    -       - Chi Afrossoria - Argynnis - Argyreus - Boloria - Brenthis - Clossiana - Euptoieta - Issoria - Kuekenthaliella - Pardopsis - Proclossiana - Prokuekenthaliella - Speyeria - Yramea

  - Tông Heliconiini
    -       - Chi Agraulis - Dione - Dryadula - Dryas - Eueides - Heliconius - Laparus - Neruda - Philaethria - Podotricha

  - Tông Vagrantini
    -       - Chi Algia - Algiachroa - Cirrochroa - Cupha - Lachnoptera - Phalanta - Smerina - Terinos - Vagrans - Vindula
- Phân họ Libytheinae
  -     -       - Chi Libythea - Libytheana
- Phân họ Limenitidinae
  - Tông Adoliadini
    -       - Chi Abrota - Aterica - Bassarona - Bebearia - Catuna - Crenidomimas - Cynandra - Dophla - Euphaedra - Euptera - Euriphene - Euryphaedra - Euryphura - Euryphurana - Euthalia - Euthaliopsis - Evena - Hamanumida - Harmilla - Lexias - Neurosigma - Pseudargynnis - Pseudathyma - Tanaecia

  - Tông Limenitidini
    -       - Chi Adelpha - Athyma - Auzakia - Cymothoe - Harma - Kumothales - Ladoga - Lamasia - Lelecella - Limenitis - Litinga - Moduza - Pandita - Parasarpa - Patsuia - Pseudacraea - Pseudoneptis - Sumalia - Tacoraea - Tarattia

  - Tông Neptini
    -       - Chi Acca (Neptini) - Aldania - Lasippa - Neptis - Pantoporia - Phaedyma

  - Tông Parthenini
    -       - Chi Bhagadatta - Lebadea - Parthenos
- Phân họ Morphinae
  - Tông Amathusiini
    -       - Chi Aemona - Amathusia - Amathuxidia - Discophora - Enispe - Faunis - Hyantis - Melanocyma - Morphopsis - Stichophthalma - Taenaris - Thaumantis - Thauria - Xanthotaenia - Zeuxidia

  - Tông Brassolini
    - Phân tông Biina: Chi Bia
    - Phân tông Brassolina
      - Chi Blepolenis - Brassolis - Caligo - Caligopsis - Catoblepia - Dasyophthalma - Dynastor - Eryphanis - Mielkella - Mimoblepia - Opoptera - Opsiphanes - Orobrassolis - Penetes - Selenophanes

    - Phân tông Naropina
      - Chi Aponarope - Narope

  - Tông Morphini
    - Phân tông Antirrheina
      - Chi Antirrhea - Caerois

    - Phân tông Morphina: Chi Morpho
- Phân họ Nymphalinae
  - Tông Coeini
    -       - Chi Baeotus - Historis

  - Tông Junoniini
    -       - Chi Hypolimnas - Junonia - Precis - Protogoniomorpha - Salamis - Yoma

  - Tông Kallimini
    -       - Chi Catacroptera - Doleschallia - Kallima - Mallika

  - Tông Melitaeini
    -       - Chi Chlosynina - Euphydryina - Gnathotrichina - Melitaeina - Phyciodina

  - Tông Nymphalini
    -       - Chi Aglais - Antanartia - Araschnia - Colobura - Hypanartia - Inachis - †Jupitella - Kaniska - †Mylothrites - Mynes - Nymphalis - Polygonia - Pycina - Smyrna - Symbrenthia - Tigridia - Vanessa

  - Tông Victorini
    -       - Chi Anartia - Metamorpha - Napeocles - Siproeta

  - Tông Nymphalinae (Incertae sedis)
    -       - Chi Kallimoides - Rhinopalpa - Vanessula
- Phân họ Satyrinae
  - Tông Dirini
    -       - Chi Aeropetes - Dingana - Dira - Paralethe - Tarsocera - Torynesis

  - Tông Elymniini
    - Phân tông Elymniina
      - Chi Elymnias - Elymniopsis

    - Phân tông Lethina
      - Chi Aphysoneura - Chonala - Enodia - Hanipha - Kirinia - Lethe - Lopinga - Mandarinia - Neope - † Neorinella - † Neorinopsis - Ninguta - Nosea - Orinoma - Pararge - † Pseudoneorina - Ptychandra - Rhaphicera - † Satyrites - Satyrodes - Tatinga

    - Phân tông Mycalesina
      - Chi Admiratio - Bicyclus - Bletogona - Hallelesis - Henotesia - Heteropsis - Houlbertia - Lohora - Masoura - Mycalesis - Nirvanopsis - Orsotriaena - Pseudomycalesis

    - Phân tông Parargina
      - Chi Chonala - Kirinia - Lasiommata - Lopinga - Nosea - Orinoma - Pararge - Rhaphicera - Tatinga

    - Phân tông Zetherina
      - Chi Callarge - Ethope - Neorina - Penthema - Zethera

  - Tông Eritini
    -       - Chi Coelites - Erites - Orsotriaena - Zipaetis

  - Tông Haeterini
    -       - Chi Cithaerias - Dulcedo - Haetera - Pierella - Pseudohaetera

  - Tông Melanitini
    -       - Chi Bletogona - Cyllogenes - Gnophodes - Manataria - Melanitis - Parantirrhoea

  - Tông Ragadiini
    -       - Chi Acrophtalmia - Acropolis - Ragadia

  - Tông Satyrini
    - Phân tông Coenonymphina
      - Chi Cercyonis - Coenonympha - Lyela - Sinonympha - Triphysa

    - Phân tông Dirina
      - Chi Dingana - Dira - Tarsocera - Torynesis

    - Phân tông Erebiina
      - Chi Diaphanos - Erebia - Ianussiusa - Idioneurula -Manerebia - Neomaniola - Sabatoga - Stuardosatyrus - Tamania

    - Phân tông Euptychiina
      - Chi Amphidecta - Archeuptychia - Caenoptychia - Caeruleuptychia - Capronnieria - Cepheuptychia - Cercyeuptychia - Chloreuptychia - Cissia - Coeruleotaygetis - Cyllopsis - Erichthodes - Euptychia - Euptychioides - Forsterinaria - Godartiana - Guaianaza - Harjesia - Hermeuptychia - Magneuptychia - Megeuptychia - Megisto - Moneuptychia - Neonympha - Oressinoma - Palaeonympha - Paramacera - Parataygetis - Pareuptychia - Paryphthimoides - Pharneuptychia - Pindis - Posttaygetis - Praefaunula - Pseudeuptychia - Pseudodebis - Rareuptychia - Satyrotaygetis - Splendeuptychia - Taydebis - Taygetina - Taygetis - Taygetomorpha - Yphthimoides - Zischkaia

    - Phân tông Hypocystina
      - Chi Altiapa - Argynnina - Argyronympha - Argyrophenga - Dodonidia - Erebiola - Erycinidia - Geitoneura - Harsiesis - Heteronympha - Hyalodia - Hypocysta - Lamprolenis - Nesoxenica - Oreixenica - Paratisiphone - Percnodaimon - Platypthima - Tisiphone - Zipaetis

    - Phân tông Lethina
      - Chi Aphysoneura - Chonala - Enodia - Hanipha - Kirinia - Lethe - Lopinga - Mandarinia - Neope - † Neorinella - † Neorinopsis - Ninguta - Nosea - Orinoma - Pararge - † Pseudoneorina - Ptychandra - Rhaphicera - † Satyrites - Satyrodes - Tatinga

    - Phân tông Maniolina
      - Chi Aphantopus - Cercyonis - Hyponephele - Maniola - Proterebia - Pyronia

    - Phân tông Melanargiina: Chi [[Melanargia
    - Phân tông Mycalesina
      - Chi Admiratio - Bicyclus - Bletogona - Hallelesis - Henotesia - Heteropsis - Houlbertia - Lohora - Masoura - Mycalesis - Nirvanopsis - Orsotriaena - Pseudomycalesis

    - Phân tông Parargina
      - Chi Chonala - Kirinia - Lasiommata - Lopinga - Nosea - Orinoma - Pararge - Rhaphicera - Tatinga

    - Phân tông Pronophilina
      - Chi Altopedaliodes - Antopedaliodes - Apexacuta - Argyrophorus - Arhuaco - Auca - Calisto - Cheimas - Chillanella - Corades - Corderopedaliodes - Cosmosatyrus - Daedalma - Dangond - Diaphanos - Drucina - Druphila - Elina - Eretris - Etcheverrius - Eteona - Faunula - Foetterleia - Gyrocheilus - Haywardella - Homoeonympha - Junea - Lasiophila - Lymanopoda - Manerebia - Mygona - Nelia - Neomaenas - Neomaniola - Neopedaliodes - Neosatyrus - Oxeoschistus - Palmaris - Pampasatyrus - Pamperis - Panyapedaliodes - Paramo - Parapedaliodes - Pedaliodes - Pherepedaliodes - Physcopedaliodes - Praepedaliodes - Praepronophila - Proboscis - Pronophila - Protopedaliodes - Pseudomaniola - Punapedaliodes - Punargentus - Quilaphoestosus - Redonda - Sabatoga - Sierrasteroma - Spinantenna - Steremnia - Steroma - Steromapedaliodes - Stuardosatyrus - Tetraphlebia - Thiemeia

    - Phân tông Ragadina
      - Chi Acropolis - Acrophtalmia - Ragadia

    - Phân tông Satyrina
      - Chi Arethusana - Argestina - Aulocera - Berberia - Boeberia - Brintesia - Callerebia - Cassionympha - Chazara - Coenyra - Coenyropsis - Davidina - Hipparchia - Kanetisa - Karanasa - Loxerebia - Mashuna - Melampias - Minois - Neita - Neocoenyra - Neominois - Oeneis - Paralasa - Paroeneis - Physcaeneura - Pseudochazara - Pseudonympha - Satyrus - Strabena - Stygionympha - Ypthima - Ypthimomorpha

    - Phân tông Ypthimina
      - Chi Argestina - Austroypthima - Boeberia - Callerebia - Cassionympha - Coenyra - Coenyropsis - Loxerebia - Mashuna - Mashunoides - Melampias - Neita - Neocoenyra - Paralasa - Physcaneura - Pseudonympha - Strabena - Stygionympha - Ypthima - Ypthimomorpha

## Hình ảnh

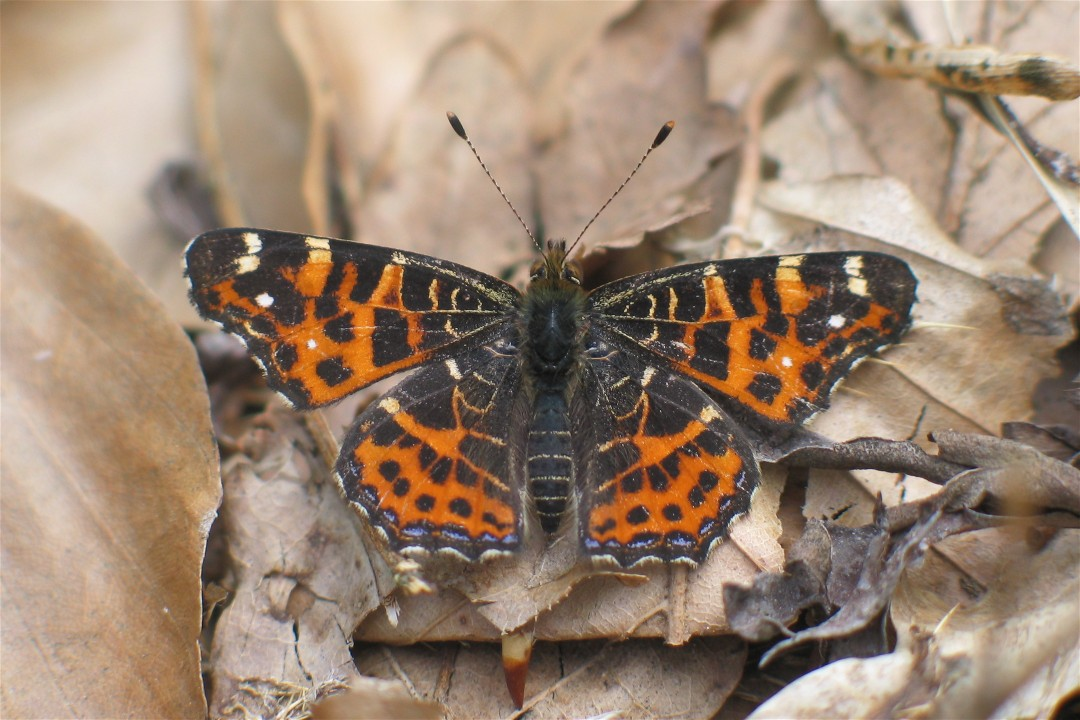
Araschnia levana
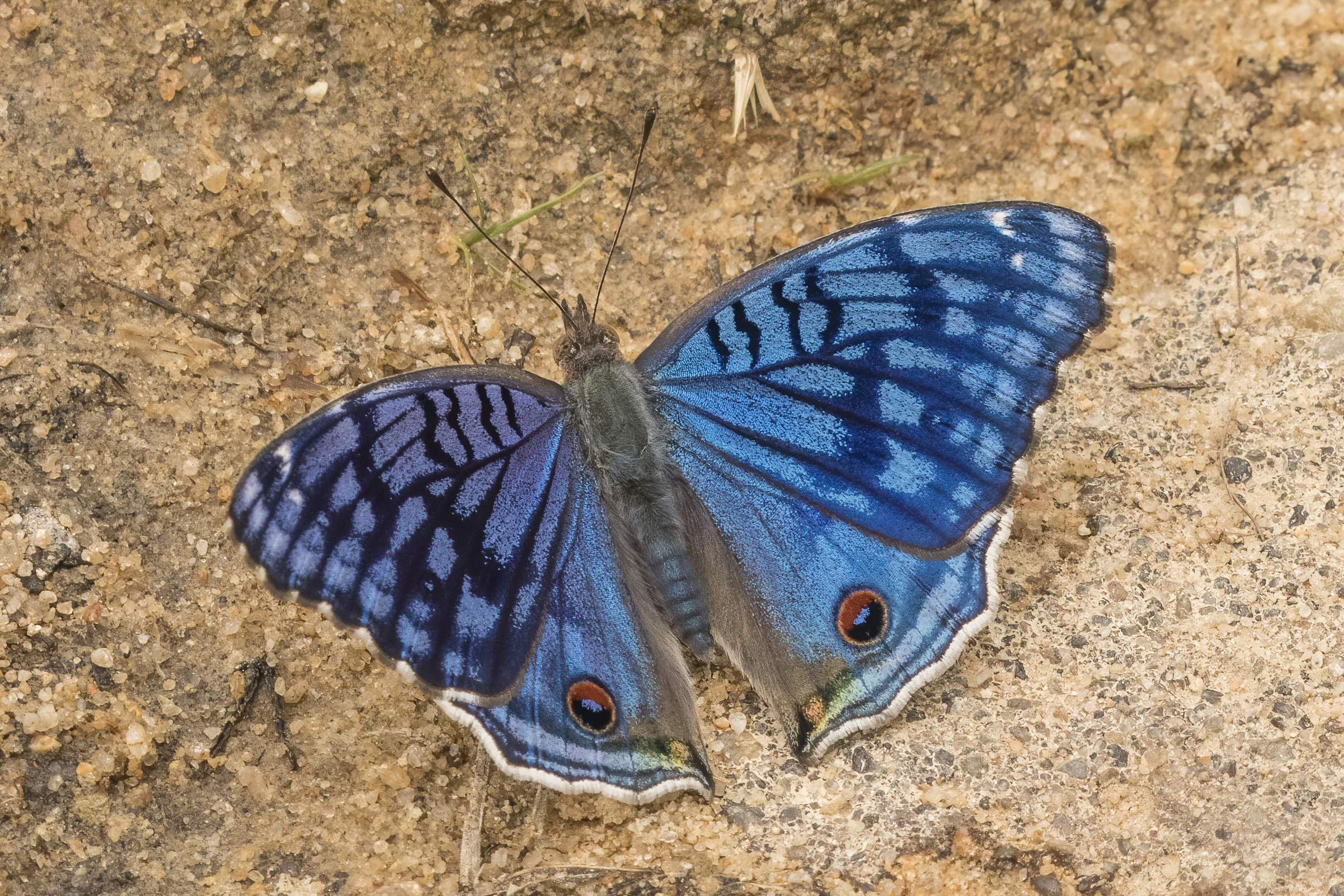
Junonia rhadama
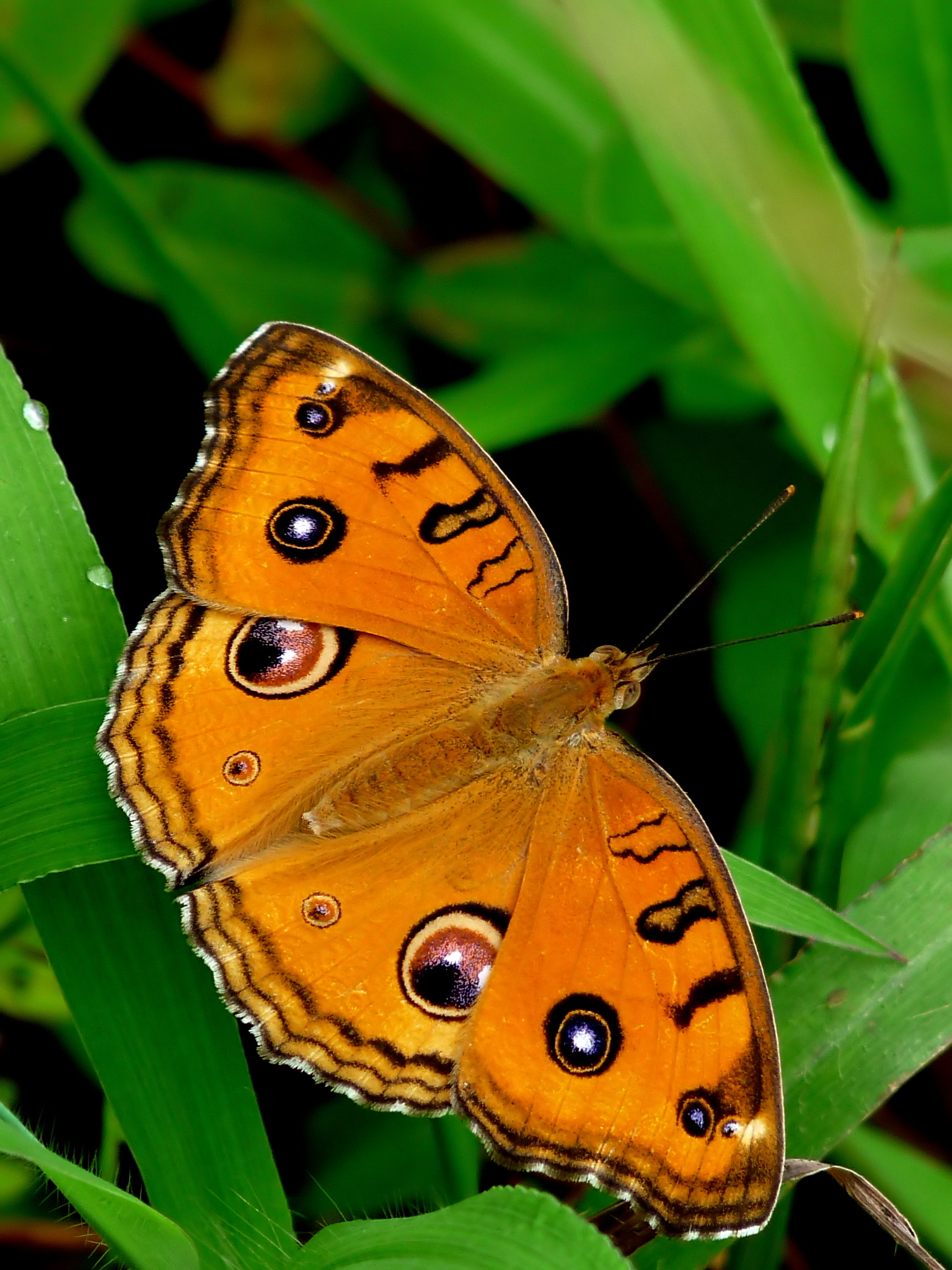
Junonia almana
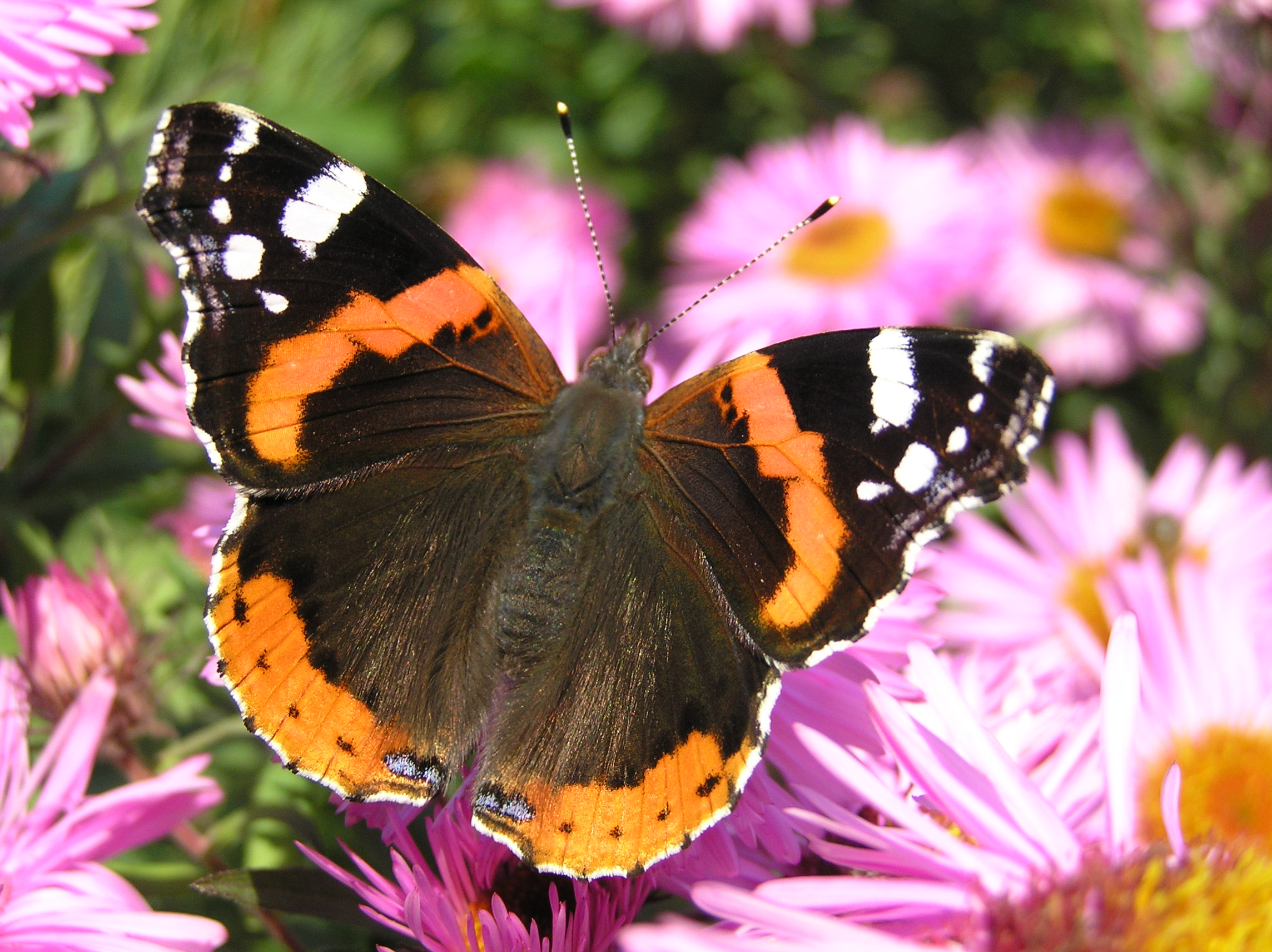
Vanessa atalanta
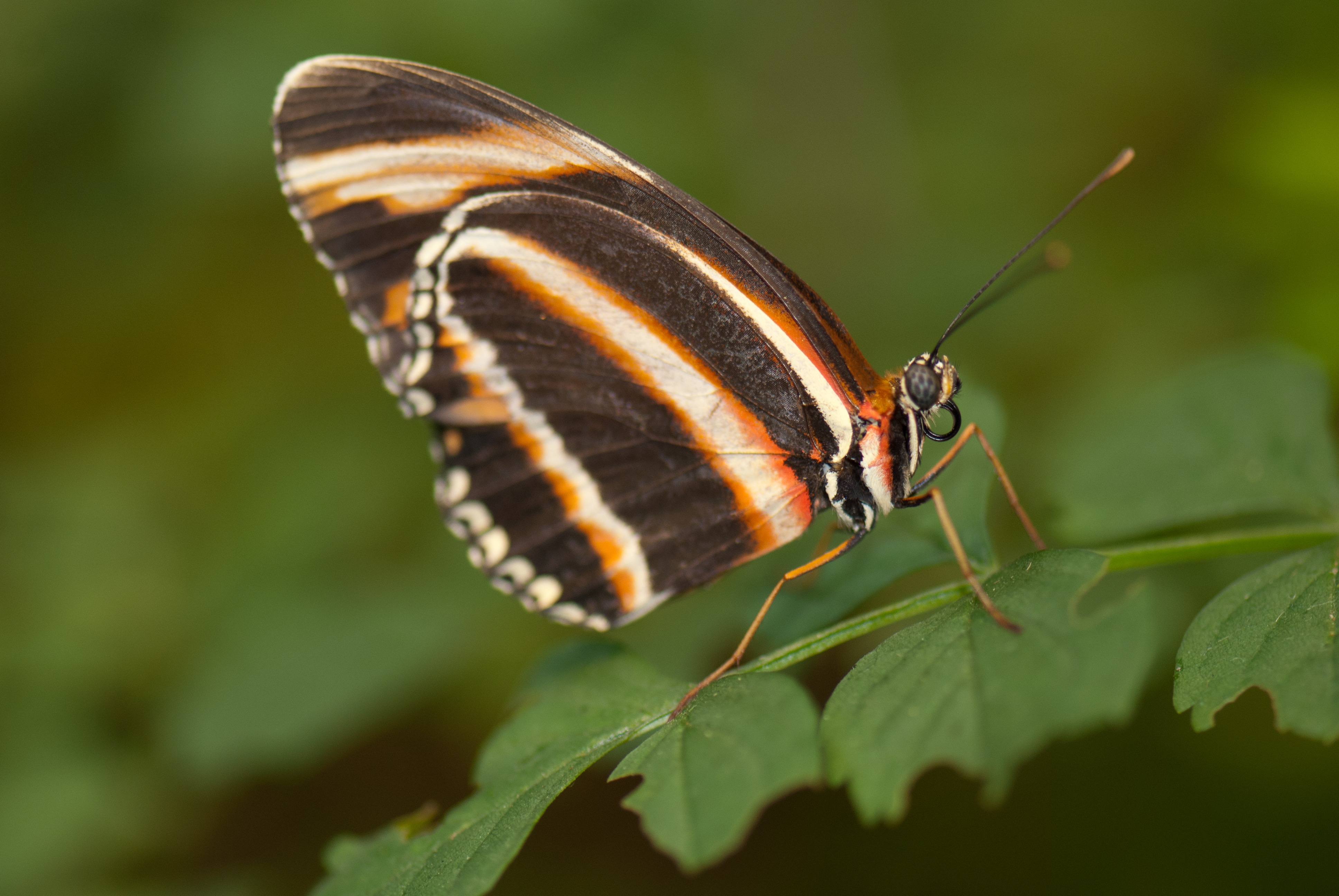
Dryadula phaetusa
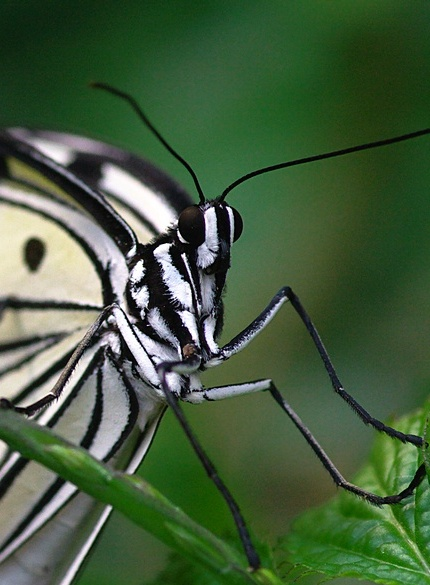
Cận cảnh chân
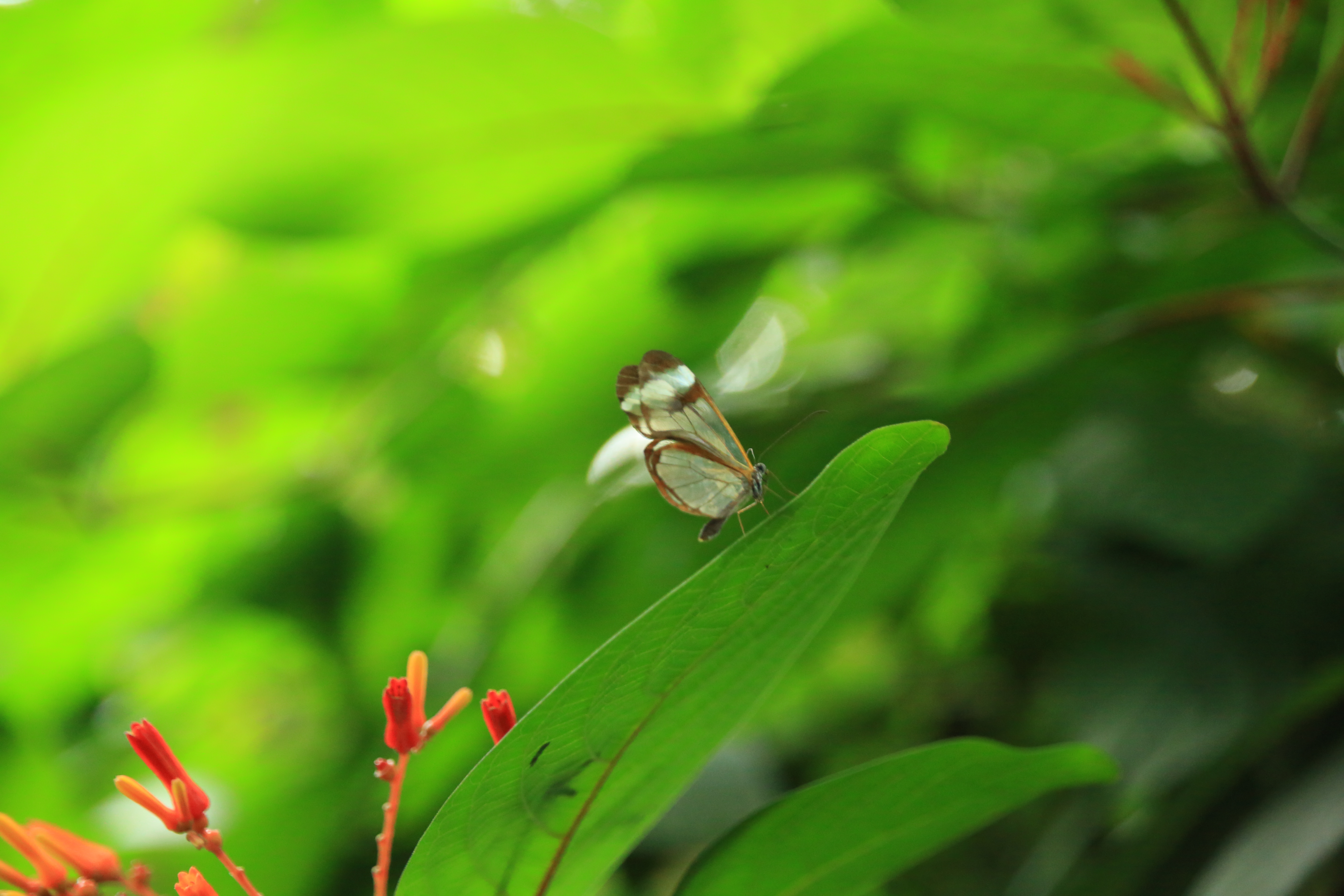